# Gabbla
Gabbla è un film del 2008 diretto da Tariq Teguia.